# Pitch and putt
Pitch and putt is een sport die in 1929 in Ierland ontstaan is en zich na de Tweede Wereldoorlog internationaal heeft ontwikkeld. Net als bij golf is het de bedoeling dat een golfbal met een golfclub in een hole wordt gespeeld, maar de holes zijn korter en er worden maar twee clubs gebruikt, één om mee te pitchen en één om mee te putten. Een pitch-and-puttbaan bestaat in principe uit 18 holes van par 3 die van de afslag tot de vlag 30 tot 90 meter lang zijn. De sport is vooral popuplair in West-Europa en Australië.
Het spel kan ook gespeeld worden in teams (van maximaal 4 spelers). Die variant wordt Texas Scramble genoemd.